# Cincel

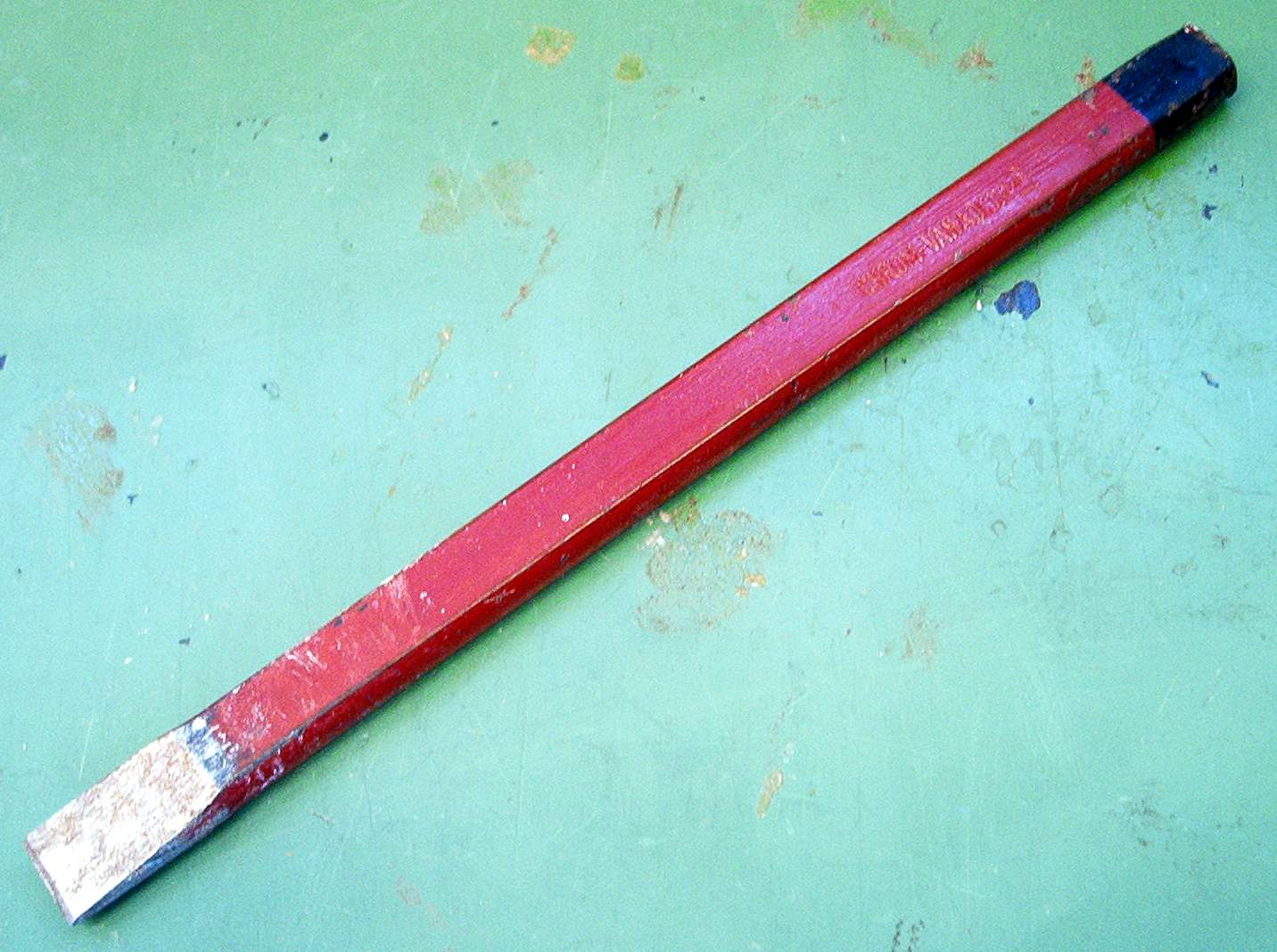
Cincel.

Se denomina cincel, palabra proveniente del francés antiguo cisel, y este del Latín scindere, a una herramienta manual diseñada para cortar, ranurar o desbastar material en frío mediante un golpe con un martillo adecuado. El filo de corte se puede deteriorar con facilidad, por lo que es necesario un reafilado. El extremo puede ser plano, dentado o de toro. Los cinceles son comunes en el registro arqueológico, por ejemplo en Portugal hace 2.900 años. También se han encontrado materiales cortados con cincel.

## Historia

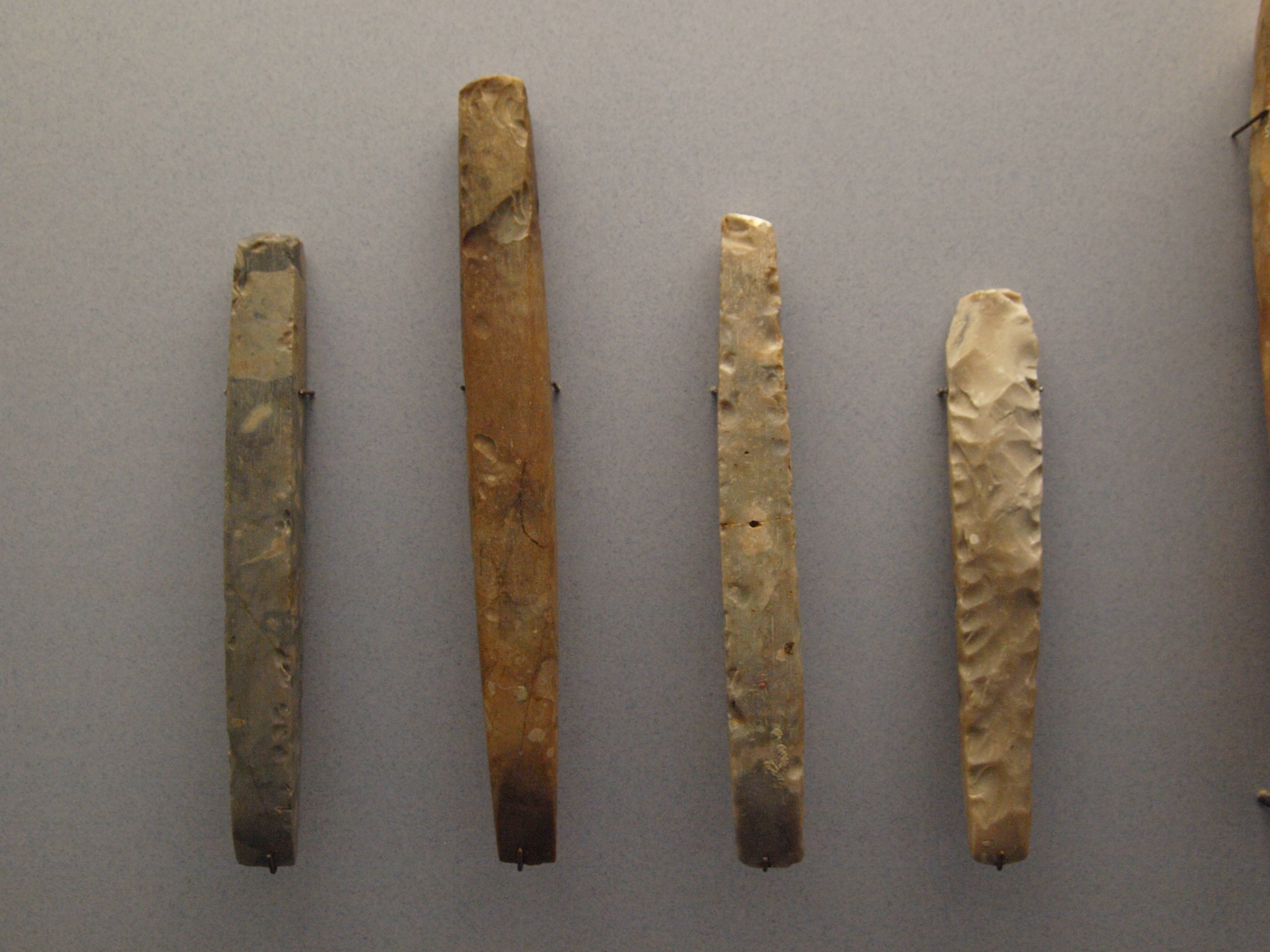
Cinceles de la cultura de los vasos de embudo alrededor del 4100 al 2700 a. C. de Schleswig-Holstein, Alemania

Aquí los cinceles se tratan como objeto de investigación, pero por otro lado, los cinceles, también pueden servir como herramienta de búsqueda en arqueología.
Los cinceles son herramientas largas y estrechas que se utilizan para mecanizar. La sección transversal puede ser rectangular u octogonal, redonda o cuadrada. El ancho del filo es aproximadamente el mismo que el grosor y la longitud es de unos 15 cm. El cincel es una herramienta que cambia de forma y que se golpea con otro dispositivo. Ejemplos de mazos adecuados son: madera y percutor. El cincel se puede clavar en un material con golpes medidos (por ejemplo, al partir huesos de ballena u de otros animales o astas). La gubia está curvada de forma cóncava (hacia dentro) hacia el filo y se utiliza para ahuecar.
Los cinceles antiguos se componen de pedernal, roca, asta, hueso y dentina, por ejemplo de mamuts o ámbar. Se utilizaron principalmente en la técnica de la lasca y la de Levallois. Se conocen desde finales del Paleolítico y se utilizaron más ampliamente como cinceles estrechos o huecos en el Neolítico. Ewald Schuldt encontró 60 cinceles planos y 36 huecos en 106 yacimientos megalíticos de Mecklemburgo-Pomerania Occidental. El cincel para huesos molido más antiguo procede de Přezletice en República Checa y tiene alrededor de 700.000 años.
La primera prueba hasta ahora de cinceles hechos de cobre casi puro mediante fusión proviene del sexto milenio antes de Cristo en lo que hoy es Serbia (Pločnik). Sus filos fueron forjados en frío y por lo tanto solidificados.

## Metalurgia
Los cinceles utilizados en trabajos de metal se pueden dividir en dos categorías principales: cinceles calientes y cinceles fríos.

### Cincel frío

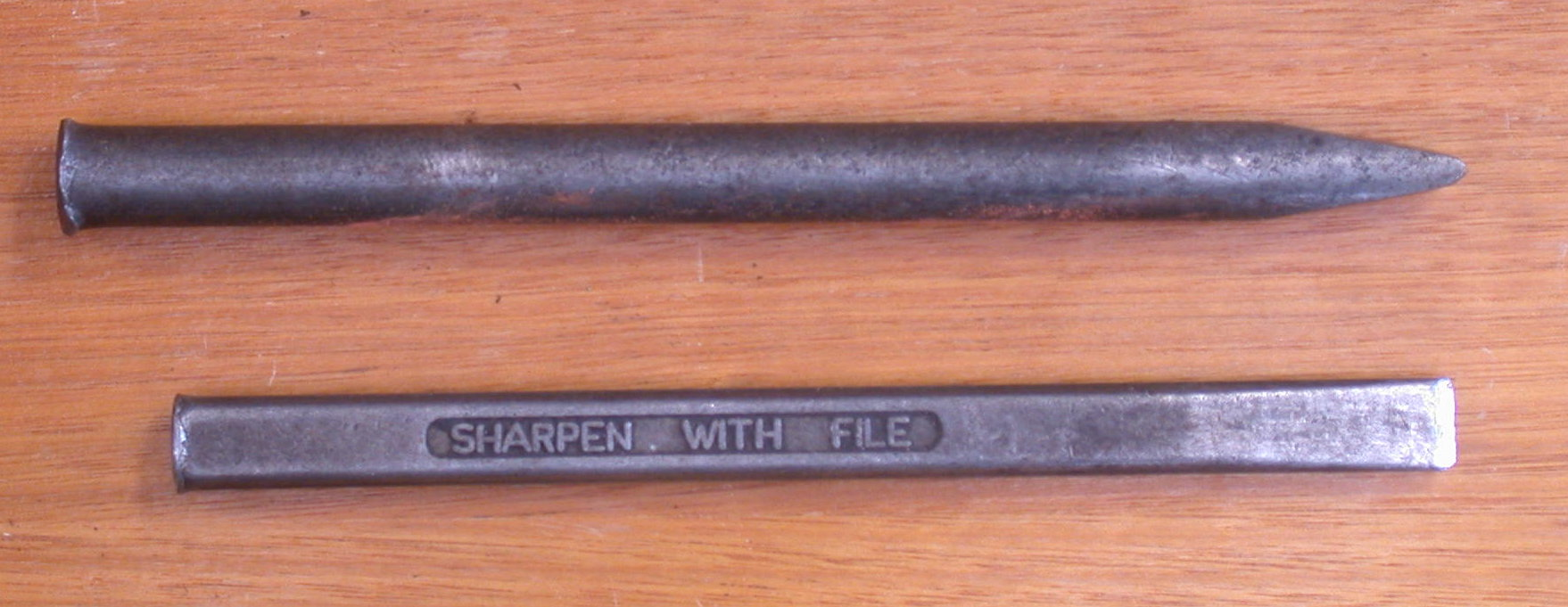
Arriba: cincel de punta de toro
Abajo: cincel frío.

Un cincel frío es una herramienta hecha de acero templado que se utiliza para cortar metales "fríos", lo que significa que no se utilizan junto con sopletes térmicos, forjas, etc. Los cinceles fríos se utilizan para eliminar restos de metal cuando no se requiere un acabado muy liso o cuando el trabajo no puede realizarse fácilmente con otras herramientas, como una sierra para metales, una lima, cizallas de banco o herramientas eléctricas.
El nombre de cincel frío proviene de su uso por los herreros para cortar metal mientras estaba frío, en comparación con otras herramientas que utilizaban para cortar metal caliente. Dado que los cinceles fríos se utilizan para dar forma al metal, tienen un ángulo menos agudo en la parte afilada de la hoja que un cincel para madera. Esto confiere al filo una mayor resistencia a expensas del afilado.
Existen cinceles fríos de distintos tamaños, desde finas herramientas de grabado que se golpean con martillos muy ligeros hasta herramientas macizas que se clavan con mazos. Los cinceles fríos se forjan para darles forma y se endurecen y templan (hasta que adquieren un color azul) en el filo.
La cabeza del cincel está biselada para frenar la formación de la forma de hongo causada por el martilleo y se deja blanda para evitar que los golpes del martillo astillen la fractura quebradiza.
Existen cuatro tipos comunes de cinceles fríos. Estos son el cincel plano, el tipo más conocido, que se utiliza para cortar barras y varillas para reducir superficies y para cortar chapas demasiado gruesas o difíciles de cortar con tijeras de hojalatero. El cincel de corte transversal se utiliza para cortar ranuras y hendiduras. La hoja se estrecha detrás del filo de corte para dejar espacio libre. El cincel de punta redonda se utiliza para cortar ranuras semicirculares para vías de aceite en rodamientos. El cincel de punta de diamante se utiliza para limpiar esquinas o lugares difíciles y para eliminar marcas de punzón central mal colocadas para taladrar.
Aunque la gran mayoría de los cinceles fríos son de acero, unos pocos se fabrican con cobre al berilio, para su uso en situaciones especiales en las que se requieren herramientas que no produzcan chispas.
Los cinceles fríos se utilizan predominantemente en los procesos de repujado para la fabricación de esculturas de bronce y aluminio.

### Cincel caliente
Un cincel caliente se utiliza para cortar metal que ha sido calentado en una forja para ablandar el metal. Un tipo de cincel caliente es el hotcut hardy, que se utiliza en un yunque con el filo hacia arriba. La pieza caliente que se va a cortar se coloca sobre el cincel y se golpea con un martillo. El martillo introduce la pieza en el cincel, lo que permite arrancarla con unas tenazas. Esta herramienta también se utiliza a menudo en combinación con un corte en caliente del tipo "top fuller", cuando la pieza que se va a cortar es especialmente grande.

## Puntero de cantero

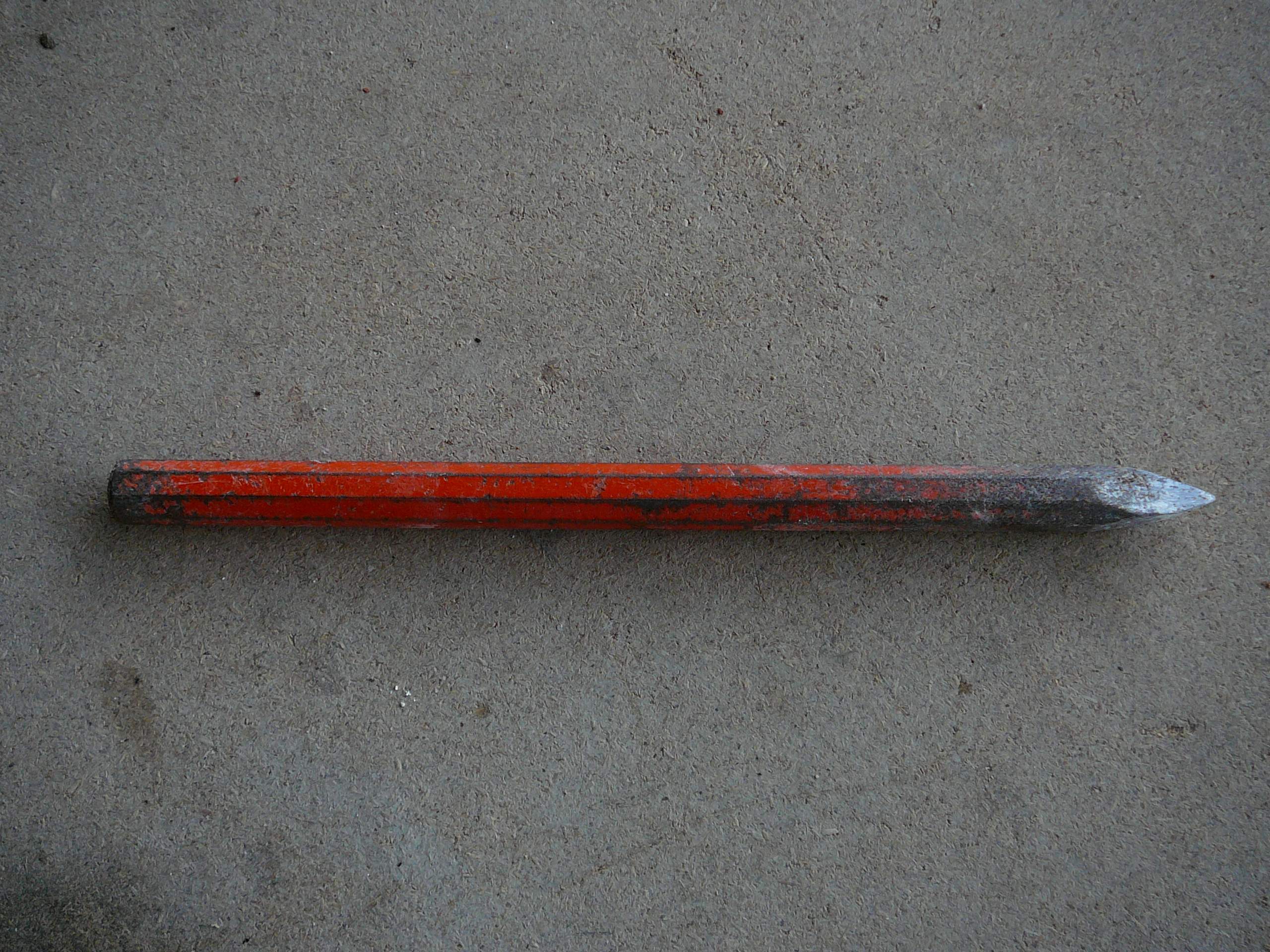
Puntero.

El puntero de cantero es un tipo de cincel que es una barra de acero con punta endurecida. Se sujeta con una mano mientras se golpea su extremo con una maceta.
Los albañiles lo utilizan para desbastar o preparar superficies en las que se van a realizar otros trabajos. También la utilizan los canteros en las piedras en las que se quiere dejar una superficie rústica.

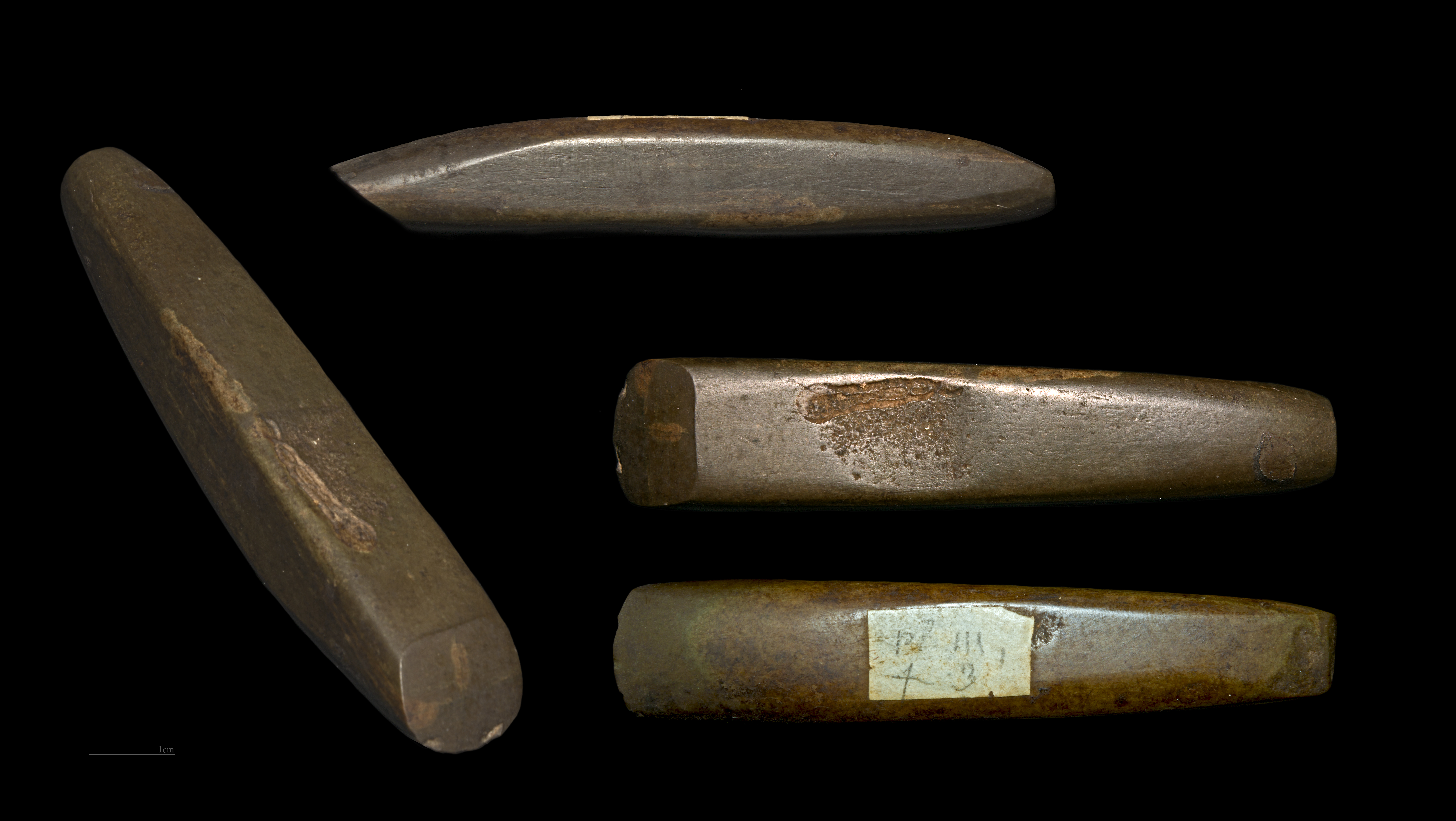
Cincel, piedra pulida - Edad de Bronce.

## Cincel para piedra

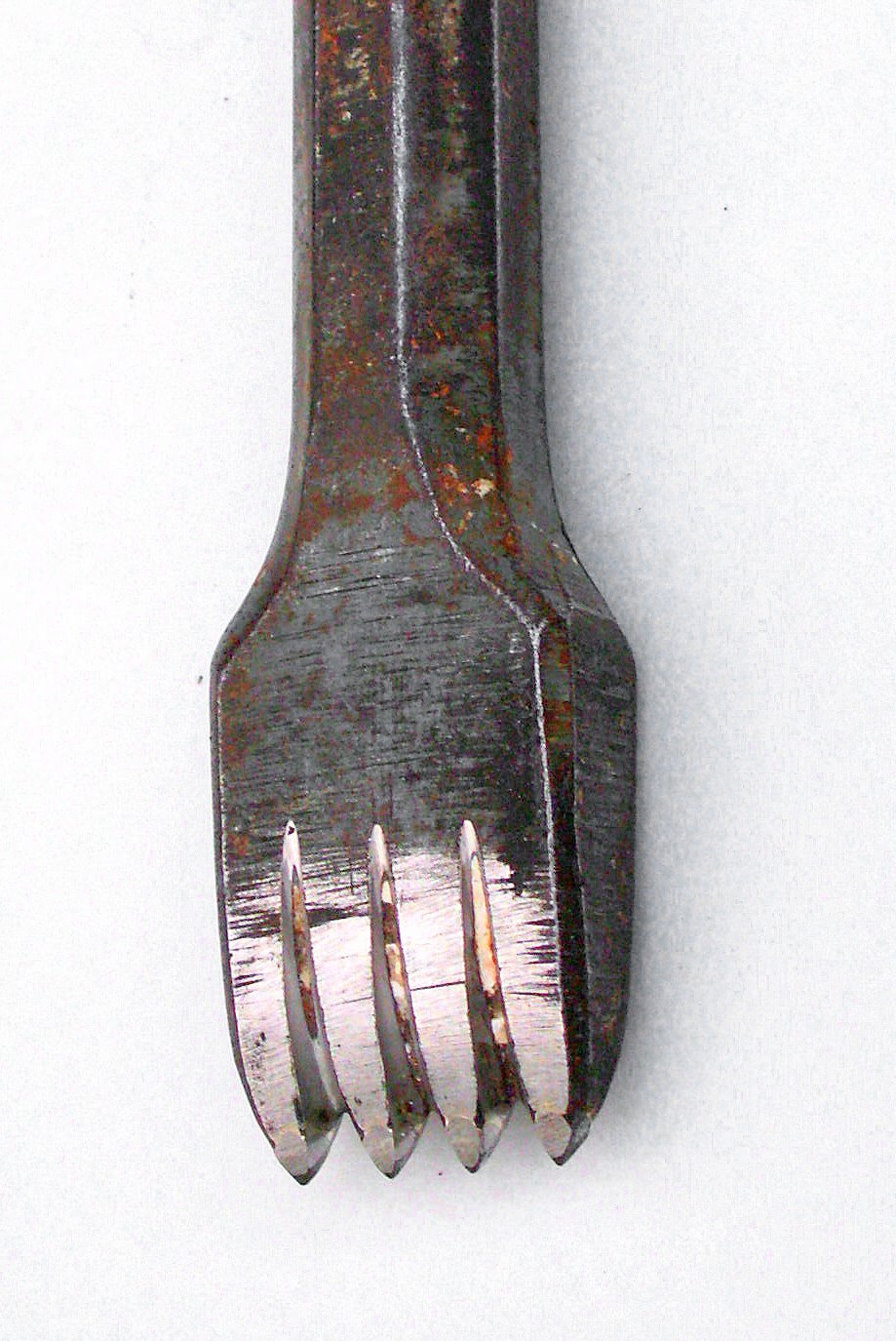
Un cincel para piedra dentado, utilizado por escultores y constructores con piedra.

Los cinceles para piedra se utilizan para tallar o cortar piedra, ladrillos o losas de hormigón. Para cortar, en lugar de tallar, se utiliza un refuerzo de ladrillo; esto tiene una hoja ancha y plana que se golpea a lo largo de la línea de corte para producir una ranura, luego se golpea con fuerza en el centro para romper la piedra. Los escultores usan un cincel de cuchara, que está doblado, con el bisel en ambos lados. Para aumentar la fuerza, los cinceles para piedra a menudo se golpean con mazas, un tipo de martillo más pesado.
Cuando está listo para tallar, el artista o escultor suele comenzar quitando grandes porciones de piedra no deseada. Esta es la etapa de "esbozo" del proceso de escultura. Para esta tarea pueden seleccionar una punta de cincel. También se puede utilizar una herramienta de lanzamiento en esta etapa inicial; que es un cincel en forma de cuña con un borde ancho y plano. La herramienta de lanzamiento es útil para dividir la piedra y eliminar trozos grandes no deseados. Esos dos cinceles se utilizan en combinación con un martillo de albañil. En esta última aplicación, su peso hunde el cincel más profundamente en el material que se está cortando que los martillos más ligeros. Además, otro uso es que los martillos de palo junto con los cinceles son comunes en las vías navegables interiores británicas para clavar pasadores de amarre en el camino de sirga o en la orilla del canal.
También es útil para trabajos ligeros de demolición, para usar con un cincel de acero al cortar piedra o metal.

## Herramientas de torno
Una herramienta de torno es una gubia o cincel para trabajar la madera diseñada para cortar madera mientras se gira en un torno. Estas herramientas tienen mangos más largos para un mayor apalancamiento, necesario para contrarrestar la tendencia de la herramienta a reaccionar a la fuerza descendente de la madera giratoria que se está cortando o tallando. Además, el ángulo y el método de afilado son diferentes.

## Albañilería

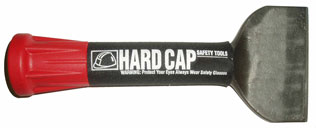
Un cincel de refuerzo

Los cinceles de albañilería suelen ser pesados, con una cabeza relativamente desafilada que se acuña y rompe, en lugar de cortar. A menudo se utilizan como herramienta de demolición, pueden montarse en un martillo perforador, martillo neumático (la percusión provoca ruido y deben usarse cascos protectores) o martillarse manualmente, generalmente con un martillo pesado de tres libras o más. Estos cinceles normalmente tienen una conexión SDS, SDS-MAX o hexagonal de 1-1/8". Los tipos de cinceles para mampostería incluyen los siguientes:
- Cinceles "Moil" (punta)
- Cinceles planos: Para cortar sobre una placa metálica blanda[15]
- Cortadoras de asfalto
- Herramientas de bujes de carburo
- Pala de arcilla
- Cinceles flexibles
- manipulación

Un "cincel de taponamiento" tiene un borde cónico para limpiar el mortero. El cincel se sostiene con una mano y se golpea con un martillo. La dirección de la conicidad en la hoja determina si el cincel corta profundamente o se desliza superficialmente a lo largo de la junta.

## Cuero
En trabajo en cuero, un cincel es una herramienta utilizada para perforar agujeros en una pieza de cuero. El cincel tiene entre uno y siete dientes (o posiblemente más) que se colocan cuidadosamente a lo largo de la línea donde se desean los agujeros, y luego se golpea la parte superior del cincel con un martillo hasta que los dientes penetren en el cuero. Luego se retiran y el peletero luego cose a través de los agujeros resultantes.

## Ángulos en una herramienta de corte
Los ángulos de la herramienta de corte determinan la posición de la hoja de corte, es decir, la posición de las superficies delantera y trasera de la parte de corte de la herramienta. Las esquinas están marcadas con letras griegas:
γ – ángulo anterior o torácico; entre la superficie frontal de la herramienta y el plano base; en un ángulo mayor, la eliminación de partículas es más favorable, pero la cuchilla es más débil; el tamaño del ángulo esternal provoca la aparición y tipo de astilla;
β – ángulo de cuña; entre las superficies delantera y trasera; en un ángulo más pequeño, una penetración más fácil en el material, pero al mismo tiempo una hoja más débil;
α – ángulo posterior o dorsal; entre la superficie posterior de la herramienta y la superficie mecanizada (tangente); siempre mayor que cero para reducir la fricción. Para ángulos en la herramienta de corte, se aplica lo siguiente: α + β + γ = 90°.
δ – el ángulo de corte es la suma del ángulo de cuña y el ángulo trasero;
ε – ángulo máximo; entre las cuchillas principal y auxiliar; siempre medido en la superficie frontal de la herramienta;
κ – ángulo de ajuste de la cuchilla principal; entre la cuchilla principal y la superficie de la pieza de trabajo en la dirección de procesamiento;
λ : ángulo de inclinación de la cuchilla o ángulo de extracción de viruta.

### Ángulo de la cuña
El ángulo de cuña β es el ángulo cerrado por las superficies de la espalda y el pecho de la herramienta. El ángulo de la cuña depende del material que se esté procesando y del procedimiento de procesamiento. Si el ángulo de la cuña es más pequeño, con un ángulo posterior normal, se requiere menos fuerza para penetrar la herramienta de corte. El ángulo de la cuña puede ser mucho menor si el material del objeto es más blando. Si el ángulo de la cuña es demasiado pequeño, el material de la hoja de la herramienta se rompe. Los datos sobre el tamaño del ángulo de la cuña se pueden encontrar en las tablas correspondientes y para un procedimiento de procesamiento particular.

### Ángulo dorsal
El ángulo posterior α es el ángulo entre la superficie posterior de la herramienta de corte y la superficie mecanizada de la pieza de trabajo. Si fuera 0˚, la superficie posterior de la herramienta de corte tocaría la superficie mecanizada de la pieza de trabajo, lo que provocaría una alta fricción y, por lo tanto, el calentamiento de la hoja de la herramienta, que perdería su dureza y durabilidad. El tamaño del ángulo posterior debe garantizar un corte libre de la herramienta. Cuando se procesan materiales duros, la apariencia de fricción es menor, por lo que se toman ángulos traseros más pequeños para ellos y ángulos de cuña más grandes.

## Gubias

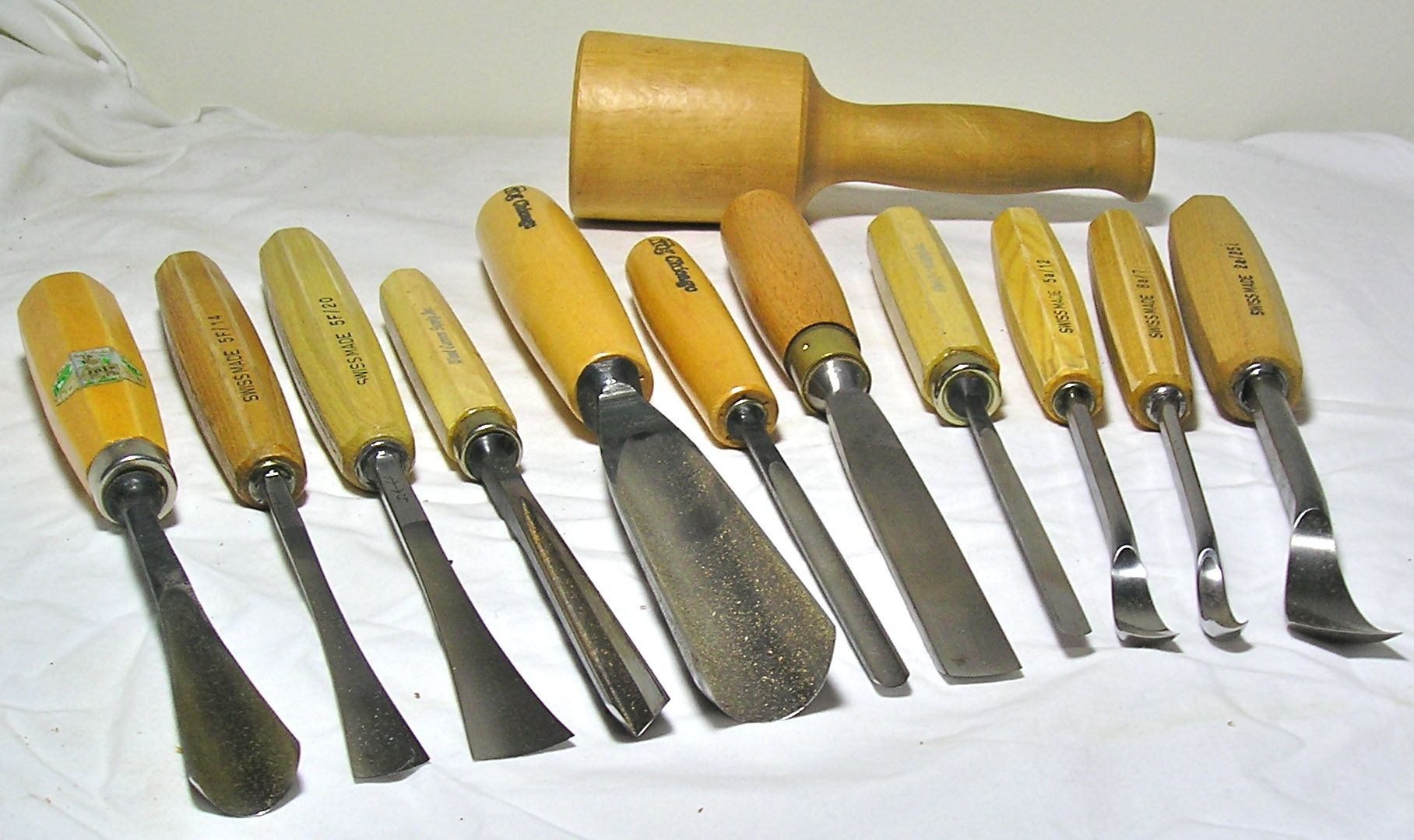
Diferentes gubias y un mazo de madera

Una gubia moderna es similar a un cincel, excepto que el borde de su hoja no es plano, sino que tiene una sección transversal curvada o en ángulo. La versión moderna es generalmente empuñada en línea, y la hoja y el mango suelen tener el mismo eje largo. Si el bisel de la hoja está en la superficie exterior de la curva, la ranura se denomina ranura "exterior al canal"; de lo contrario, se la conoce como ranura "en canal". Las gubias con hojas en ángulo en lugar de curvas a menudo se denominan "gubias en V" o "herramientas de separación en V".